# Четири сватби и едно погребение
Четири сватби и едно погребение (на английски: Four Weddings and a Funeral) e романтична комедия, режисирана от Майк Нюъл, която излиза на екран през 1994 година. Главните роли се изпълняват от Хю Грант, Анди Макдауъл, Саймън Калоу, Кристин Скот Томас, Дейвид Бауър.
Творбата показва историята и перипетиите на компания от близки приятели във възрастта на преход от безгрижния младежки живот, изпълнен с непрестанни партита и връзки, към улегнало семейно битие. Поредицата от сватби, които те ще посетят, засягащи ги по различен начин се превръщат в низ от размисли относно любов, ревност, вярност и раздяла.
Това е първият от добилата световна популярност поредица филмирани сценарии на Ричард Къртис, всички с участието на Хю Грант. На 67-ата церемония по връчване на наградите „Оскар“, „Четири сватби и едно погребение“ е номиниран за отличието в 2 категории, в това число за най-добър филм и най-добър оригинален сценарий.
Списание Empire включва „Четири сватби и едно погребение“ в класацията си „500 най-велики филма за всички времена“.

## В ролите
| Актьор             | Роля         |
| ------------------ | ------------ |
| Хю Грант           | Чарлс        |
| Анди Макдауъл      | Кари         |
| Кристин Скот Томас | Фиона        |
| Джон Хана          | Матю         |
| Саймън Калоу       | Гарет        |
| Роуън Аткинсън     | отец Джерълд |
| Дейвид Боуърд      | Дейвид       |
| Шарлот Колмън      | Скарлет      |
| Анна Чанселър      | Хенриета     |
| Дейвид Хейг        | Бърнард      |
| Софи Томпсън       | Лидия        |

## Награди и Номинации
Награди на Американската Филмова Академия „Оскар“
- Номинация за най-добър филм
- Номинация за най-добър оригинален сценарий за Ричард Къртис

Награди БАФТА
- Награда за най-добър филм
- Награда за най-добър оригинален сценарий за Ричард Къртис
- Награда за най-добър актьор в главна роля за Хю Грант
- Награда за най-добра актриса в поддържаща роля за Кристин Скот Томас

Награди „Сезар“
- Награда за най-добър чуждестранен филм

Награди „Златен глобус“
- Награда за най-добър актьор в главна роля за Хю Грант
- Номинация за най-добър филм
- Номинация за най-добър оригинален сценарий за Ричард Къртис
- Номинация за най-добра актриса за Анди Макдауъл